# Arnulf I de Olanda
Arnulf de Olanda (cunoscut și ca Aernout sau Arnold; sau Arnulf de Gent) (n. 951, Gent – d. 18 septembrie 993) a fost conte de Olanda (numit conte de Frizia) din 988.

## Părinții
Arnulf a fost fiul contelui Dirk al II-lea de Olanda cu Hildegarda, aceasta din urmă fiind probabil fiică a contelui Arnulf de Flandra.

## Cariera
Arnulf este menționat pentru prima dată (fiind alături de părinții săi) în 970. În continuare, ca și în cazul tatălui său, numele lui Arnulf apare în numeroase documente flamande ale vremii. În 983, Arnulf l-a însoțit pe împăratul Otto al II-lea și pe viitorul împărat Otto al III-lea în deplasarea acestora la Verona și Roma. În poziția de conte de Olanda, Arnulf a reușit să extindă stăpânirile sale către sud. El a donat unele proprietăți abației de Egmond, printre altele Hillegersberg (care se numise anterior Bergan, însă rebotezată după numele mamei lui Arnulf) și Overschie, faptă care poate fi interpretată ca recompense pentru activitățile de curățire a terenurilor întreprinse de călugării de Egmond.
Arnulf a fost primul conte care a intrat în conflict cu frizonii, iar în 993 el a invadat teritoriul acestuia, însă pe 18 septembrie al aceluiași an a fost înfrânt și ucis în apropiere de Winkel în Friesland. În acel moment, fiul său Dirk era doar un băiat, însă văduva lui Arnulf, Luitgarda a reușit să prezerve comitatul pentru fiul ei mai întâi cu sprijinul împăratului Otto al III-lea, iar apoi al cumnatului ei, Henric al II-lea.

## Familia
În mai 980 Arnulf s-a căsătorit cu Lutgarda de Luxemburg, fiică a contelui Siegfried de Luxemburg. Din căsătorie au rezultat (cel puțin) doi fii; viitorul conte Dirk al III-lea de Olanda și Siegfried (cunoscut și ca Sicco). Arnulf, soția sa și fiii lor au fost cu toții înmormântați la Egmond.
El a avut și o fiică, Adelina, care se va căsători cu contele Balduin al II-lea de Boulogne, iar apoi cu contele Enguerrand I de Ponthieu.
În 20 septembrie 993, Liutgarda și-a donat proprietățile sale din Rügge către abația Sfântului Petru din Gent pentru sufletul soțului ei. În iunie 1005, ea a încheiat pacea cu frizonii, ca urmare a medierii împăratului Henric al II-lea.